# 北布拉索
北布拉索是巴西圣卡塔琳娜州的一个市镇。总面积221平方公里，总人口27730人，人口密度125.5人/平方公里。